# Hvítá-Brücke
Die Hvítá-Brücke (isl.: Hvítárbrú, inoffizielle Bezeichnung) ist eine 1928 eröffnete einspurige Straßenbrücke über den Fluss Hvítá in Westisland. Sie ist eine aus zwei Bögen bestehende 106 Meter lange Stahlbetonbrücke. Die Brücke war bis zur Eröffnung der Brücke über den Borgarfjörður bei Borgarnes 1981 Teil der Haupt-Straßenverbindung zwischen Nord- und Süd-Island. 2002 wurde sie bei einer Jubiläumskonferenz des isländischen Ingenieurverbands Verkfræðingafélag Islands als herausragendstes isländisches Bauprojekt des Jahrzehnts 1921–1930 ausgezeichnet.

## Lage
Die Brücke liegt beim Gehöft Ferjukot rund vier Kilometer oberhalb der Mündung der Hvítá in den Borgarfjörður im heutigen Gemeindegebiet Borgarbyggð.

## Bau
Die Brücke wurde vom isländischen Ingenieur Árni Pálsson (1897–1970) entworfen. Sie wurde, wie damals bei isländischen Landstraßenbrücken üblich, einspurig gebaut. Die Gesamtlänge beträgt 106 Meter, die Breite 3 Meter und die Spannweite jedes Bogens 51 Meter. Beim Bau ab April 1928 wurden 1100 Kubikmeter Beton und 22 Tonnen Stahl verarbeitet. Die Brücke ist für Fahrzeuge mit einem Höchstgewicht von 6 Tonnen ausgelegt. Die vorgesehenen Baukosten von 169.000 Kronen konnten ungefähr eingehalten werden.
Zur Einweihungsfeier am 1. November 1928 mit Ministerpräsident Tryggvi Þórhallsson erschienen trotz Kälte und Schneeschauern rund 500 Menschen.